# 湖南路10-12号圣言会公寓
36°3′47″N 120°19′14.7″E / 36.06306°N 120.320750°E
湖南路10-12号圣言会公寓位于中国山东省青岛市市南区湖南路10-12号，建于1912年。

## 历史
湖南路10-12号最初为天主教圣言会于1912年建设的出租公寓。1930年代，福柏医院德国籍院长汉斯·施密特（德語：Hans Schmidt）及主治医师奥古斯特·布洛姆巴赫（August Blombach）、弗里茨·埃特尔（Fritz Eitel）曾在此居住，并在此设立面向私人病号的咨询事务所。另有说法称施密特等曾在此开设诊所，一楼为门诊部，二楼为病房，楼外庭院供病人休养，该建筑因此亦被称为“史密特诊所旧址”。1941年太平洋战争爆发前，施密特已离青返德，该楼据称曾为日本人住宅。1947年，挪威驻青岛领事馆曾迁至此处，数年后闭馆。2009年该楼曾经历整修。该楼现为民宅。

## 建筑特色
湖南路10-12号位于湖南路日照路路口东侧，楼高2层附设阁楼，南立面面向日照路，其布局与东侧同为圣言会地产的安治泰主教公寓相似，东西两端凸出，顶部起山墙，一楼部分窗户为券式，其他窗户为矩形。北立面面向湖南路，设有两处大门，外墙开有阶梯状分布的窗户，在青岛德占时期建筑中较为少见。外墙花岗岩方石砌墙基，外立面简洁几乎无装饰。